# نسرین سراجی
نسرین سراجی بزرگ‌زاد (زادهٔ ۱۹۵۷) معمار ایرانی-انگلیسی-فرانسوی است. او در سال ۲۰۱۱ نشان شوالیه لژیون دونور را دریافت کرد.

## زندگی‌نامه
نسرین سراجی در سال ۱۳۳۶ در شهر تهران به دنیا آمد. او فارغ‌التحصیل مدرسه معماری انجمن معماری (AA) است.

## زندگی حرفه ای
سراجی یکی از بنیانگذاران آتلیه سراجی، معماران و همکاران در پاریس و رئیس مدرسه عالی معماری پاریس است. او در سال ۱۹۸۳ از مدرسه معماری انجمن معماری لندن فارغ‌التحصیل شد. در سال ۱۹۸۹، به پاریس نقل مکان کرد و سال بعد، آتلیه سراجی، دفتر خود را راه اندازی کرد.
نقش آموزش بین‌المللی سراجی بین سال‌های ۱۹۹۳ و ۲۰۰۱ شامل مدرسه معماری، برنامه‌ریزی و حفاظت دانشگاه کلمبیا در نیویورک، به عنوان استاد واحد کارشناسی ارشد در انجمن معماری لندن و استاد مدعو در دانشگاه پرینستون در نیوجرسی بود. بین سال‌های ۲۰۰۱ تا ۲۰۰۵ سراجی به عنوان استاد و دارای کرسی در دپارتمان معماری دانشگاه کرنل در ایتاکا، نیویورک کار می‌کرد. سال بعد به عنوان رئیس مدرسه عالی معماری پاریس -مالاکه انتخاب شد و همچنین تدریس در آکادمی هنرهای زیبا وین را آغاز کرد، جایی که به عنوان استاد چندرشته‌ای در زمینه‌های بوم‌شناسی، پایداری و حفاظت خدمت می‌کرد. در سال ۲۰۱۴، به عنوان ۱۰۰امین استاد مدعو طراحی در دانشگاه هنگ کنگ انتخاب شد.
در سال ۲۰۰۶، سراجی مفتخر به دریافت مدال شوالیه ادب و هنر از وزیر فرهنگ فرانسه برای مشارکت‌های مهم اش در هنر و علوم انسانی و ارتباط آن‌ها با آموزش در فرانسه شد. در سال ۲۰۰۸، هر دو نشان شوالیه ملی لیاقت لژیون دونور آکادمی فرانسه و مدال نقره آکادمی معماری فرانسه را دریافت کرد. در ژوئیه ۲۰۱۱، او نشان شوالیه ملی لژیون دونور را دریافت کرد.

## جوایز
- نشان شوالیه لژیون دونور (۱۴ ژوئیه ۲۰۱۱)

## پروژه‌ها
- 1991: the American Cultural Center, provisional, rue de Bercy, 12th arrondissement of Paris
- 1995: Master Plan for the site of the gendarmerie barracks Briey (Meurthe-et-Moselle)
- 1996: Cave Dragon, Chemin des Dames (Aisne)
- 1997: Renovation of a bar 50 homes in Sarcelles (Val-d'Oise)
- 2003: 164 student housing units in Paris and 50 in Vienna, Austria
- 2005: extension of the Lille School of Architecture
- 2005: Master Plan of 105 hectares for the Hippodrome site in Penang, Malaysia
- 2006: Master Plan for the city of Le Rheu
- 2007: 107 km2 Masterplan for the city of Chongli China
- 2011: Le Cabanon, student center in Rue de Sophia-Antipolis, 14200 Hérouville-Saint-Clair, France
- 2012: Tehran Stock Exchange Competition, 3rd / Nasrine Seraji + ASAA + Mehdi Bakhshizadeh + Tadbir Omran lranian

## آثار
- سراجی بزرگ‌زاد، نسرین." فصل 6: Diversion". ویراستهٔ فرانچسکا هیوز. The Architect: Reconstructing Her Practice. کمبریج، ماساچوست. نشر ام‌آی‌تی، ۱۹۹۶. صفحات ۱۲۸–۱۴۷. شابک ۹۷۸-۰-۲۶۲-۰۸۲۴۵-۷
- Seraji-Bozorgzad, Nasrine. "The Architecture Model." Edited by Michael Krapf. Triumph der Phantasie: Barocke Modellen von Hildebrandt bis Mollinarolo. 218. Wechselausstellung der Österreichischen Galerie Belvedere. Wien: Böhlau, 1998. شابک ‎۹۷۸-۳-۲۰۵-۹۸۹۵۸-۵
- Seraji, Nasrine. "Nexus-Atelier: Tools, Organization, Process." Edited by Cynthia C. Davidson. Anyhow. New York, NY: Anyone Corp. ; Cambridge, MA: MIT Press, 1998. شابک ‎۹۷۸-۰-۲۶۲-۵۴۰۹۵-۷
- Seraji-Bozorgzad, Nasrine, and Françoise Fromonot. Nasrine Seraji: L'Architettura come Territorio = Architecture as Territory. About 6 series. Melfi (Potenza): Libria, 2002. شابک ‎۹۷۸-۸-۸۸۷-۲۰۲۲۵-۰
- Seraji, Nasrine. Logement, Matière De Nos Villes: Chronique Européenne, 1900-2007 = Housing, Substance of Our Cities: European Chronicle, 1900-2007. Paris: A. & J. Picard, 2007. Exhibition catalog of the Arsenal Pavilion, June 2007. شابک ‎۹۷۸-۲-۷۰۸-۴۰۷۹۵-۴